# 冬響
『冬響』（とうきょう）はゴスペラーズ38枚目のシングル。2010年11月3日にキューンミュージックから発売された。

## 概要
カップリング曲の「Mr.サンデー」は、楽曲と同名情報番組のフジテレビ・関西テレビ系『Mr.サンデー』で、2010年4月から2014年3月までのテーマソングとして使用されていた。

## 収録曲
1. 冬響
  - 作詞：山田ひろし・酒井雄二／作曲：酒井雄二／編曲：前嶋康明

ボーカルは黒沢薫・酒井雄二。
2. Mr.サンデー
  - 作詞・作曲・編曲：pal@pop